# Paulos Abraham
Paulos Abraham (* 16. Juli 2002 in Stockholm) ist ein schwedisch-eritreischer Fußballspieler, der seit 2025 beim schwedischen Erstligisten Hammarby IF unter Vertrag steht.

## Karriere

### Verein
Der in der schwedischen Hauptstadt Stockholm geborene Paulos Abraham begann mit sieben Jahren beim IF Brommapojkarna mit dem Fußballspielen. Dort spielte er für elf Jahre in den verschiedenen Altersklassen des Vereins und entwickelte sich zu einem der talentiertesten Offensivstalente des Landes. Am 24. Februar 2020 debütierte er mit 17 Jahren beim 2:2-Unentschieden gegen den GIF Sundsvall im Svenska Cupen und erzielte den zwischenzeitlichen 1:0-Führungstreffer seiner Mannschaft.
Nach drei Pokaleinsätzen für den Klub, schloss er sich am 17. März 2020 dem Lokalrivalen AIK Solna an. Dort war er zum Start der Saison 2020 bereits in der ersten Mannschaft zugegen. Sein Debüt in der höchsten schwedischen Spielklasse bestritt er am 14. Juni 2020 (1. Spieltag) beim 2:0-Auswärtssieg gegen den Örebro SK. Bereits in den nächsten Wochen entwickelte er sich zum Stammspieler. Am 5. Juli (6. Spieltag) erzielte er im Heimspiel gegen den Falkenbergs FF in der 91. Spielminute den Ausgleich zum 1:1-Endstand. Sein erstes Jahr bei AIK beendete er mit drei Toren und vier Vorlagen in 27 Ligaeinsätzen.
Am 1. Februar 2021 wechselte Abraham zum FC Groningen. Der niederländischen Ehrendivisionär sicherte sich die Dienste des Offensivspielers vorerst auf Leihbasis bis Sommer 2021, wonach eine Kaufpflicht griff und der Spieler permanenter Bestandteil der Mannschaft wurde. Sein Debüt gab er am 13. Februar 2021 (22. Spieltag) beim 1:0-Heimsieg gegen die PEC Zwolle, als er in der 78. Spielminute für Alessio Da Cruz eingewechselt wurde. Zwei Wochen später erzielte er gegen Fortuna Sittard das einzige Tor des Spiels.
Am 21. März 2024 nahm ihn dann leihweise der schwedische Erstligist IFK Göteborg für die Saison 2024 unter Vertrag. Im Januar 2025 verpflichtete ihn der Ligakonkurrent Hammarby IF und stattete ihn mit einem Vierjahresvertrag aus.

### Nationalmannschaft
Von 2018 bis 2022 absolvierte Abraham insgesamt 12 Partien für diverse schwedische Jugendnationalmannschaften und erzielte dabei zwei Treffer. Diese beiden fielen für die U-21-Auswahl am 13. Oktober 2020 beim Auswärtsspiel in der EM-Qualifikation gegen Armenien (10:0).